# Epigraphica Anatolica
Die Zeitschrift Epigraphica Anatolica ist eine altertumswissenschaftliche Zeitschrift auf dem Gebiet der Epigraphik Kleinasiens.
Sie wurde 1983 von Ekrem Akurgal, Reinhold Merkelbach, Sencer Şahin und Hermann Vetters begründet. Derzeitige Herausgeber sind Wolfgang Blümel, Jürgen Hammerstaedt, Wolfgang Dieter Lebek, Haslan Malay und Mustafa Hamdi Sayar.
Ziel ist die Veröffentlichung von wissenschaftlichen Beiträgen zur Erfassung und Edition kleinasiatischer epigraphischer Dokumente.
Verwandt sind die Gephyra. Zeitschrift für Geschichte und Kultur der Antike auf dem Gebiet der heutigen Türkei, eine Zeitschrift, die ebenfalls zur Epigraphik Kleinasiens veröffentlicht, jedoch weiter ausgreifende Beiträge bevorzugt, sowie die Anatolian Studies.